# Oreja (Guipúzcoa)
Oreja (oficialmente en euskera: Orexa) es un municipio y localidad española de la provincia de Guipúzcoa, en la comunidad autónoma del País Vasco. El término municipal tiene una población de 108 habitantes (INE 2024).

## Toponimia
Hasta 1987 el municipio se denominó oficialmente Oreja. En junio de ese año el municipio cambio oficialmente su denominación por Orexa. Esta modificación fue finalmente publicada en el Boletín Oficial del Estado en abril de 1989.
Orexa (se pronuncia oresha) es la forma en la que se denomina el municipio al hablar en lengua vasca. En principio parece que el nombre del municipio no tiene ninguna relación con la oreja de la anatomía humana, ya que no hay ninguna tradición que así lo indique, que sería lo habitual en este caso. No está nada claro la etimología del nombre del pueblo. Algunos lingüistas piensan que puede provenir del nombre propio alto-medieval vasco-navarro Beraxa.
Sus habitantes reciben el nombre de orejarras u orexarras.

## Geografía
Oreja está situado al este de Guipúzcoa, en una zona montañosa limítrofe con Navarra. Se sitúa a unos 38 km de la capital provincial, San Sebastián, y a 12 km de Tolosa. Oreja pertenece a la comarca de Tolosaldea.
Se encuentra a media ladera del monte Uli, a 421 m de altitud. Se accede a través de un camino vecinal que sale a la izquierda de la carretera nacional N-240 (Tolosa-Pamplona), una vez atravesado el vecino pueblo de Lizarza.
Oreja limita al oeste con Lizarza. Al sur con el valle navarro de Araiz. Al este limita con el exclave de Uli, perteneciente a Gaztelu, con el exclave de Orunbe, perteneciente a Lizarza y con Berástegui. Al norte limita con Gaztelu y con el exclave de Anakar, perteneciente a Lizarza.
El pequeño exclave de Zotzune limita con el municipio navarro de Areso, y con los exclaves de Orunbe de Lizarza y Uli de Gaztelu.

### Barrios
Su casco urbano es muy reducido, limitándose prácticamente al ayuntamiento, la iglesia parroquial y un frontón de reciente construcción. Este pequeño núcleo recibe el nombre de plaza del Rebote.
La mayor parte de la población de Oreja vive en caseríos diseminados por el término municipal. Estos caseríos se agrupan en varios barrios. El barrio formado por los caseríos agrupados en una zona más alta que Errebote, a lo largo del antiguo camino de Gaztelu y la ermita de San Marcos reciben el nombre de Intxaurpe. Los situados en la zona más baja del municipio reciben el nombre de Elbarrene.
Otros pequeños barrios formados por unos pocos caseríos son Belizturri, Beorte, Legasa, Narbaitzu y Sarregi.
En los últimos años se ha construido un barrio de casas nuevas pegado al casco del pueblo. Este barrio se llama Urrutxugain.
Oreja posee un pequeño exclave de terreno montuoso situado al este del resto del término municipal denominado Zotzune.

### Transporte

#### Carreteras
- Carretera GI-3601: Oreja. carretera de la red local (gris) que sirve para acceder al pueblo de Oreja desde Lizarza y la GI-2135.
- Carretera GI-4601: Besabe. carretera de la red local (gris) de segundo nivel que sirve para acceder al barrio de Besabe de Oreja desde la GI-3601.

#### Autobús
| Línea                            | Paradas         | Periodicidad | Operador                          |
| -------------------------------- | --------------- | --- | --------------------------------- |
| Líneas interurbanas              |                 | |                                   |
| TO03Tolosa-Charama-Lizarza-Oreja | Arregui / Oreja | 8 veces al día Tolosa->Oreja / 5 veces al día Oreja->Tolosa (hay que solicitar el servicio salvo que sea día escolar). Los fines de semana hay menos servicios. | Tolosaldea Bus S.L. (Lurraldebus) |

## Historia
La historia de Oreja ha estado ligada a la villa de Tolosa, capital comarcal, de la que dependió entre 1374 y 1845, fecha en la que adquirió la independencia y se constituyó en municipio. El escudo del municipio muestra un gallo rojo sobre fondo dorado.
A mediados del siglo XIX, el lugar tenía contabilizada una población de 116 habitantes. Aparece descrito en el duodécimo volumen del Diccionario geográfico-estadístico-histórico de España y sus posesiones de Ultramar de Pascual Madoz de la siguiente manera:

OREJA: l. con ayunt. en la prov. de Guipúzcoa, part. jud. de Tolosa (1 1/2 leg.), aud. terr. de Burgos, c. g. de las Provincias Vascongadas, dióc. de Pamplona (9): sit. en la falda del monte Espurna: clima rigoroso en ambos estaciones; reinan los vientos N.. S. y O.: tiene 30 casas diseminadas en cas., la consistorial, cárcel, escuela de primera educacion para ambos sexos frecuentada por 20 alumnos; igl parr. de primer ascenso con la advocacion de Sta. Cruz, servida por un rector y un beneficiado, de provision de los vec.; una ermita (San Márcos), y abudancia de fuentes entre los cas. y demas del terr. El term. confina N. Gaztelu; E. Berastegui; S. Areso, y O. Lizarza, estendiéndose de N. á S. 1 leg., y 3/4 de E. á O.; y comprendiendo dentro de su circunferencia bosques de hayas, robles, castaños, fresnos y arbustos. El terreno es de mediana calidad, aunque algo quebrado, y le atraviesa el arroyo de Orejaran que se forma de cuatro regatas. caminos: los que conducen á los pueblos limítroles, en regular estado: el correo se recibe de Tolosa. prod.: trigo, maiz y castañas; cria de ganado vacuno, caballar y lanar; caza de jabalíes y liebres; pesca de truchas, anguilas y chipas. ind.: ademas de la agricultura y ganadería hay un molino harinero. pobl.: 42 vec., 116 alm. riqueza imp.: 17,350 rs.
(Madoz, 1849, p. 302)

## Economía
En el municipio hay poca actividad económica al margen de un bar-restaurante, algunas explotaciones agrícolas y los servicios que presta el propio municipio (ayuntamiento, guardería infantil, etc..)
Según datos estadísticos de 2001, el 68 % de la población mayor de 16 años era población activa. Dentro de esa población activa la tasa de paro era muy baja (2 %), habiendo solo un vecino inscrito en las listas del paro.
El 15% de los orejarras trabajaban en su propio municipio, mientras que el resto lo hacía en las poblaciones vecinas. Por ramas de actividad, había un 13 % de vecinos dedicado a la agricultura, un 23 % trabajaba en la industria, un 6 % en la construcción y el 58 % restante en el sector servicios.
En 1999 había 30 explotaciones agrícola-ganaderas censadas en Oreja. La mayor parte de ellas se explotan como explotaciones familiares y fuente de ingresos complementaria.

## Administración y política
| Periodo   | Nombre                          | Partido | Partido                                                     |
| --------- | ------------------------------- | ------- | ----------------------------------------------------------- |
| 1979-1983 | Joxe Atxega Olasagasti          |         | Agrupación de electores                                     |
| 1983-1987 | Francisco Javier Iturrioz       |         | Herri Batasuna (HB)                                         |
| 1987-1991 | Mikel Atxega Malkorra           |         | Herri Batasuna (HB)                                         |
| 1991-1995 | José Antonio Iturrioz           |         | Herri Batasuna (HB)                                         |
| 1995-1999 | Joseba Imanol Elola Loidi       |         | Independiente                                               |
| 1999-2003 | Miren Nekane Malkorra Beristain |         | Euskal Herritarrok (EH)                                     |
| 2003-2007 | Aritz Luloaga Malkorra          |         | Orexarrak Bidean (OB)                                       |
| 2007-2011 | Unai Elola Atxega               |         | Eusko Abertzale Ekintza-Acción Nacionalista Vasca (EAE-ANV) |
| 2011-2015 | Eneko Maioz Ganboa              |         | Bildu                                                       |
| 2015-2022 | Eneko Maioz Ganboa              |         | Euskal Herria Bildu (EH Bildu)                              |
| 2022-2023 | Gurutze Etxezabal Iturrioz      |         | Euskal Herria Bildu (EH Bildu)                              |

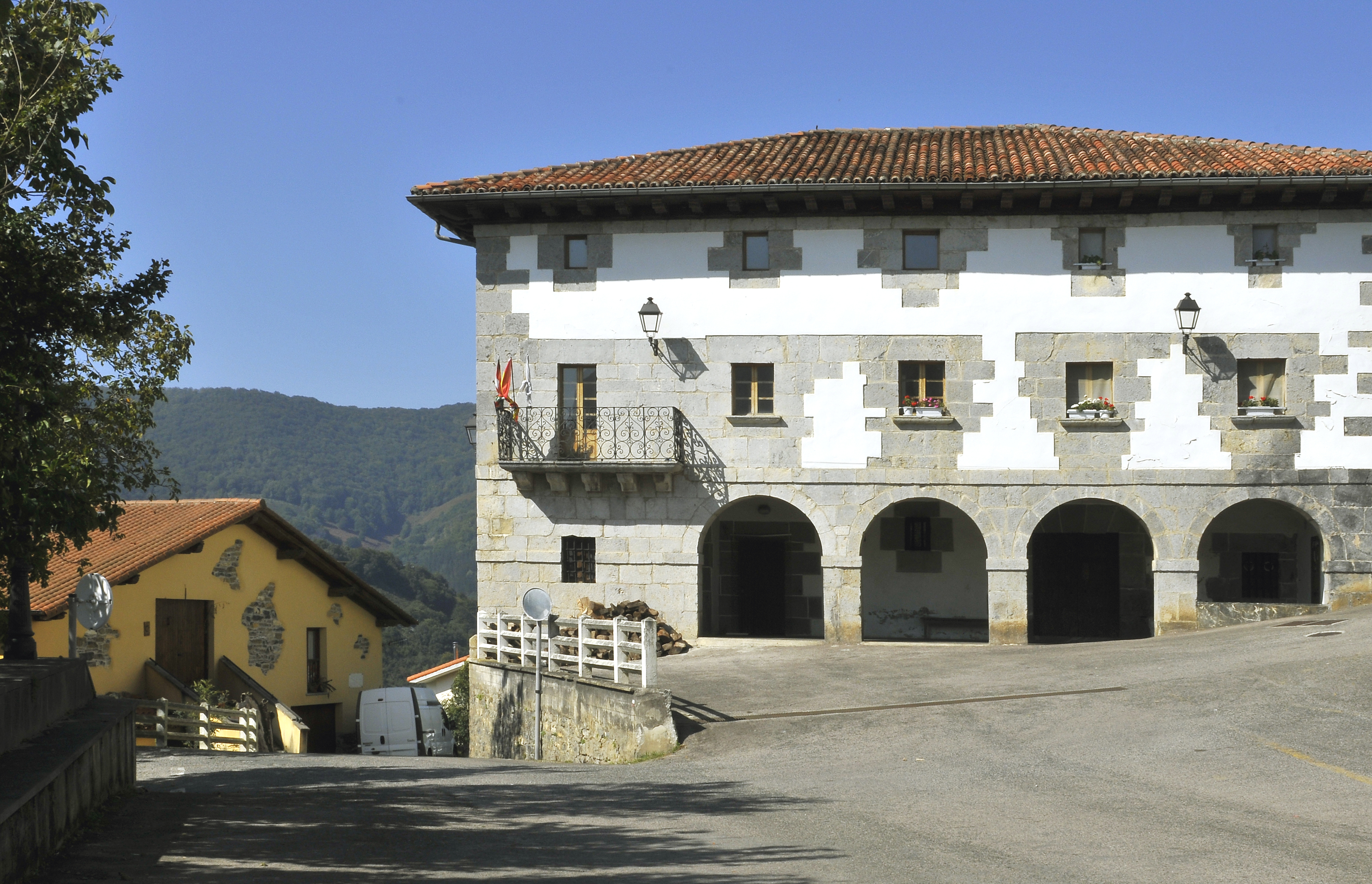
Ayuntamiento de Oreja

Oreja es considerado un feudo de la izquierda abertzale. El municipio ha estado tradicionalmente gobernado por Batasuna, los partidos políticos que le precedieron o alguna agrupación local de ideología afín. De hecho en las autonómicas de 2024 todos los censados votaron a Bildu. Desde 2003 a 2007 estuvo gobernado por un alcalde de la agrupación local Orexarrak Bidean (Orejarras en camino).
En las elecciones autonómicas de abril de 2005 el partido más votado fue el PCTV (independentista y comunista) con el 90,1 % de los votos; seguido de la coalición nacionalista PNV-EA con el 8,4 %.
En las elecciones municipales de 2007, dos partidos presentaron listas a la alcaldía del municipio, EAE-ANV y PP. Eusko Abertzale Ekintza logró las 5 concejalías de la alcaldía gracias a los 68 votos obtenidos, mientras que el Partido Popular no obtuvo ni un solo voto en toda la localidad.
En las elecciones autonómicas del 1 de marzo de 2009 el partido más votado fue EAJ-PNV, con 5 votos. Aralar obtuvo 1, y el resto de las candidaturas ninguno, votando cuatro electores el blanco. El resto del censo se abstuvo (10 electores) o votó nulo (70).
En las elecciones municipales de 2011 se presentó una candidatura de la coalición Bildu, que agrupa a EA, Alternatiba e independientes de la izquierda abertzale. Esta candidatura se hizo por abrumadora mayoría con la alcaldía frente a una candidatura testimonial del PP. Los resultados de las elecciones municipales de 2011 fueron los siguientes:
| Partido político                                            | 2015  | 2015       | 2011  | 2011       | 2007  | 2007       | 2003 | 2003       | 1999  | 1999       | 1995  | 1995       |
| Partido político                                            | %     | Concejales | %     | Concejales | %     | Concejales | %    | Concejales | %     | Concejales | %     | Concejales |
| Euskal Herria Bildu (EH Bildu)-Bildu                        | 80,00 | 5          | 90,22 | 5          | —     | —          | —    | —          | —     | —          | —     | —          |
| Partido Popular del País Vasco (PP)                         | —     | —          | 0,00  | 0          | —     | —          | 0,00 | 0          | —     | —          | —     | —          |
| Eusko Abertzale Ekintza-Acción Nacionalista Vasca (EAE-ANV) | —     | —          | —     | —          | 85,00 | 1          | —    | —          | —     | —          | —     | —          |
| Orexarrak Bidean (OB)                                       | —     | —          | —     | —          | —     | —          | 100  | 1          | —     | —          | —     | —          |
| Euskal Herritarrok (EH)                                     | —     | —          | —     | —          | —     | —          | —    | —          | 97,01 | 1          | —     | —          |
| CAJE                                                        | —     | —          | —     | —          | —     | —          | —    | —          | —     | —          | 98,11 | 1          |

## Demografía
Oreja cuenta con una población de 108 habitantes (INE 2024).
| Gráfica de evolución demográfica de Oreja entre 1842 y 2021                                                         |
| |
| Población de derecho según los censos de población del INE Población de hecho según los censos de población del INE |

Oreja es un municipio rural, que ha quedado al margen de la industrialización de las localidades vecinas, lo que ha contribuido a su despoblamiento, pero también al mantenimiento de formas de vida tradicionales y de un paisaje rural hermoso y bucólico. En los últimos dos años ha tenido un significativo aumento de población debido a la construcción de nuevas viviendas.

## Cultura

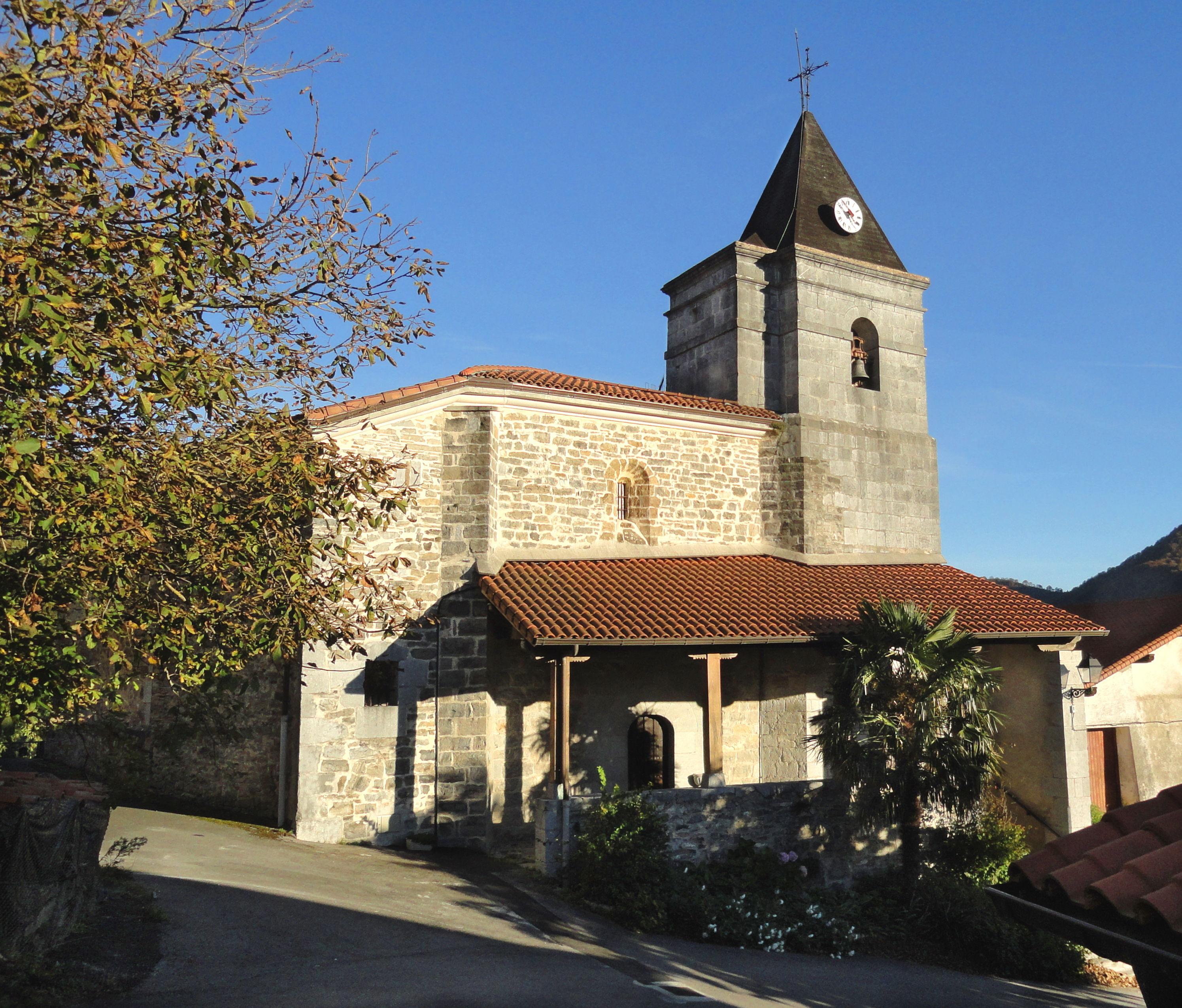
Iglesia de la Santa Cruz y monumento a Nicolás Ormaechea, Orixe

El musicólogo Resurrección María de Azkue recopiló varias canciones populares vascas en Oreja: Talo talotxin; Gorako saltoa; Aitak artajorrara. La lengua que se utiliza habitualmente en el pueblo es la lengua vasca, que domina casi toda la población.

### Patrimonio
- La iglesia parroquial de la Santa Cruz del siglo XVI guarda un interesante sagrario en su interior,
- La ermita de San Marcos en el barrio de Intxaurpe es un sencillo templo del que se cree que era la primitiva iglesia del pueblo.
- La casa consistorial es el edificio civil más reseñable del pueblo. Se distingue de los demás caseríos del pueblo por el pórtico y el escudo.
- Monumento de homenaje a Nicolás Ormaechea, Orixe.

### Fiestas
Celebra fiestas el 25 de abril, San Marcos; y el 3 de mayo, la Santa Cruz.

### Leyendas
A finales del siglo XVI se celebraban aquelarres en una cueva del monte Uli.

## Personas notables
- Juan Bautista Montes Oyarbide (1797-1877): sacerdote, músico y constructor de relojes de sol.
- Nicolás Ormaechea Pellejero, Orixe (1888-1961): poeta en lengua vasca de cuya obra cabe destacar el poema épico Euskaldunak. Existe un monumento en su memoria en el pueblo.